# Luis Caicedo Medina
Luis Caicedo Medina (* 19. März 1995 in Guayaquil) ist ein ecuadorianischer Fußballspieler. Er wird auf der Position eines Innenverteidigers, alternativ auch als rechter Verteidiger oder defensiver Mittelfeldspieler eingesetzt.

## Verein
Luis Caicedo startete seine Laufbahn im Nachwuchsbereich des Independiente del Valle. Hier schaffte er auch den Sprung in den Profikader des Klubs. Am 23. November 2010 beim Auswärtsspiel gegen den Club Sport Emelec betritt Caicedo sein erstes Spiel in der Serie A als Profi. In dem Spiel stand er in der Startelf und spielte bis zum Ende durch. Sein erstes Tor für den Klub erzielte Caicedo in der Spielzeit 2012. Im Auswärtsspiel gegen Macará am 14. Juni 2012, dem 17. Spieltag der Saison, traf er in der 35. Minute zur 0:1-Führung (Entstand-0:2). Sein Debüt auf internationaler Klubebene gab der Spieler in der Copa Sudamericana 2013. In der ersten Runde im Heimspiel gegen Deportivo Anzoátegui am 1. August 2013 stand Caicedo in der Startelf. Das erste Tor in einem intern. Wettbewerb gelang ihm in der Qualifikationsrunde der Copa Libertadores 2016 im Hinspiel zuhause gegen Club Guarani. In der 29. Minute des Spiels erzielte er das einzige Tor der Partie. In der Saison 2016 wurde Caicedo wegen Schiedsrichterbeleidigung und Spielverzögerung für drei Spiele gesperrt. Caicedo machte für sich geltend, dass der Schiedsrichter ihn rassistisch beleidigt hätte. In derselben Woche hatte er bereits im Länderspiel gegen Bolivien die gelb-rote Karte gesehen.
Anfang 2017 wechselte Caicedo nach Brasilien zum Cruzeiro EC aus Belo Horizonte. Der Klub erhielt 50 Prozent der Transferrechte an dem Spieler für 1,6 Mill. US-Dollar und verpflichtete diesen für fünf Jahre. Sein erstes Spiel für Cruzeiro bestritt Caicedo am 5. Februar 2017 gegen den CA Tricordiano in der Staatsmeisterschaft von Minas Gerais. In dem Spiel stand er bereits in der Startelf. In der brasilianischen Série A trat Caicedo in der Série A 2017 das erste Mal am dritten Spieltag in Erscheinung. Im Auswärtsspiel gegen den FC Santos wurde er nach der Halbzeitpause für Dedé eingewechselt. In der Copa do Brasil 2017 stand Caicedo sieben Mal für Cruzeiro auf dem Platz. Der Pokal konnte durch den Klub gewonnen werden, Caicedo stand zu dem Zeitpunkt aber nicht mehr im Kader von Cruzeiro. Er hatte nach einer 3:1-Niederlage im Derby gegen Atlético Mineiro das Vertrauen von Trainer Mano Menezes verloren.
Im Juli 2017 wurde bekannt, dass Caicedo auf Leihbasis nach Ecuador zurückkehrt. Er wurde für eineinhalb Jahre an Barcelona Sporting Club ausgeliehen. Der Kontrakt enthielt zudem eine Kaufoption. Nachdem die Kaufoption nicht gezogen wurde, kehrte er im Juli 2018 nach Brasilien zurück. Der Spieler erhielt aber von Cruzeiro die Freigabe sich einen neuen Klub zu suchen. Caicedo verblieb in Mexiko. Er schloss einen Kontrakt mit UANL Tigres, welcher ihn aber zunächst an den CD Veracruz auslieh.
Im Juni 2019 ging Caicedo zurück in seine Heimat. Er unterzeichnete einen Vertrag bei LDU Quito. Er blieb hier bis einschließlich 2022. Es folgten noch Stationen bei Juventud Italiana (2023), Atlético Huila (2023) und Deportivo Garcilaso (2024).

## Nationalmannschaft
Für die ecuadorianische Fußballnationalmannschaft bestritt Caicedo 2016 sein erstes Spiel. In der Qualifikation für die Fußball-Weltmeisterschaft 2018 stand er am 6. Oktober 2016 im Treffen gegen die Auswahl Chiles in der Startelf.

## Erfolge
LDU
- Supercopa Ecuador: 2021